# Sérgio Romagnolo
Sérgio Mauro Romagnolo, (São Paulo, 16 de dezembro de 1957) é um professor e artista plástico brasileiro.

## Biografia
Cursou artes plásticas na Fundação Armando Álvares Penteado, passando a lecionar na mesma fundação entre 1985 e 1986. Sua primeira exposição individual foi realizada na Galeria Luisa Strina, em 1986. No início da década de 1990, dedicou-se a escultura e participou de workshops.
Participou da Bienal Internacional de São Paulo em 1977, 1983, 1987 e 1991.
Apresentou a dissertação Esculturas: Rugas e Alegorias para obtenção de mestrado em artes na Escola de Comunicações e Artes da Universidade de São Paulo, e, em 2002, apresentou a tese O Vazio e o Oco na Escultura para obtenção do doutorado em artes na mesma instituição. Em 2000 tornou-se professor da Faculdade Santa Marcelina, onde permaneceu até 2005. A partir de 2007, passou a ensinar na Universidade Estadual Paulista.
Em 2009 fez exposição retrospectiva no Instituto Tomie Ohtake, onde mostrou mais de 80 obras, entre elas a série " A feiticeira e as máquinas", composta por pinturas, esculturas, desenhos e vídeos.
Foi casado com a artista Leda Catunda.